# Менгден, Карл Людвиг
Барон Карл Людвиг Менгден (нем. Carl Ludwig Mengden;1706—1761) — президент Коммерц-коллегии, тайный советник.

## Биография
Родился в Риге 8 июля 1706 года[по какому календарю?]. Его отец — Иоганн Альбрехт фон Менгден (6.12.1663, Каугерсгоф — 26.12.1720), лифляндский ландрат, генерал-майор русской службы (с 1710). От него пошла ветвь рода Идсел-Каугерсгоф.
Учился в Кёнигсбергском университете. В 1735—1740 годах был вице-президентом Юстиц-коллегии Лифляндских и Эстляндских дел; камер-юнкер с 1735 года, камергер с 1740 года.
В 1740 году стал президентом Коммерц-коллегии и пожалован орденом Святого Александра Невского (10.11.1740), но уже в следующем году, по восшествии на престол императрицы Елизаветы Петровны лишён должности; затем лишён всех орденов, чинов и званий и 19 января 1742 года сослан с семьёй в Сибирь, в Нижнеколымский острог, где и умер 23 февраля (6 марта) 1761 года.
Женился в Санкт-Петербурге 14 февраля 1739 года на Христине фон Вильдеманн (1713—1759), дочери Каспара фон Вильдеманна (1663—1730) и Доротеи Елизаветы (урожд. фон Миних; 1682—1739). Жена и двое детей умерли в Сибири.